# Das Mädchen aus Oslo
Das Mädchen aus Oslo ist eine norwegisch-israelische Fernsehserie von Uri Barbash und Stian Kristiansen.

## Inhalt
Pia, eine junge norwegische Frau, wird zusammen mit zwei israelischen Freunden in der Sinai-Wüste von einer Terrorgruppe entführt. Die Entführer fordern die Freilassung von zwölf Gefangenen in Israel und fordern, dass die norwegische Regierung Druck ausübt, um diese Forderung zu erfüllen.
Pias Mutter Alex reist nach Israel, um ihre Tochter zu retten. Sie hat eine geheime Verbindung zur israelischen Regierung, die tief in ihre eigene Vergangenheit reicht. Alex versucht, zwischen den Regierungen und der Terrorgruppe zu vermitteln, stößt jedoch auf zahlreiche Hindernisse.

## Besetzung und Synchronisation
Die deutschsprachige Synchronisation entstand nach den Dialogbuch von Robert Kotulla durch die Synchronfirma CSC-Studio.
| Rolle | Schauspieler         | Synchronsprecher      |
| ----- | -------------------- | --------------------- |
| Alex  | Anneke von der Lippe | Katrin Decker         |
| Arik  | Amos Tamam           | Achim Buch            |
| Dana  | Rotem Abuhab         | Kristina von Weltzien |
| Karl  | Anders T. Andersen   | Oliver Hörner         |
| Nadav | Daniel litman        | Jonas Minthe          |
| Noa   | Shira Yosef          | Leonie Landa          |
| Pia   | Andrea Berntzen      | Linda Fölster         |

## Produktion und Veröffentlichung
Das Mädchen aus Oslo ist eine Koproduktion zwischen Norwegen und Israel und wurde von den Produktionsfirmen TV2 aus Norwegen und HOT aus Israel entwickelt. Die Serie wurde von Kyrre Holm Johannessen und Ronit Weiss-Berkowitz geschrieben. Regie führte  Uri Barbash und Stian Kristiansen. In der Hauptrolle spielen Anneke von der Lippe, Amos Tamam, Rotem Abuhab, Anders T. Andersen, Daniel litman, Shira Yosef und Andrea Berntzen. In Deutschland erschien die Serie am 19. Dezember 2021 auf Netflix.

## Episodenliste
| Nr. | Deutscher Titel | Originaltitel    | Erstausstrahlung Norwegen | Deutschsprachige Erstausstrahlung (D) |
| --- | --------------- | ---------------- | ------------------------- | ------------------------------------- |
| 1   | Folge 1         | Hemmeligheten    | 11. Apr. 2021             | 11. Juli 2017                         |
| 2   | Folge 2         | Flukten          | 11. Apr. 2021             | 19. Dez. 2021                         |
| 3   | Folge 3         | Redningsaksjonen | 18. Apr. 2021             | 19. Dez. 2021                         |
| 4   | Folge 4         | Etterdønningene  | 25. Apr. 2021             | 19. Dez. 2021                         |
| 5   | Folge 5         | Etterforskningen | 2. Mai 2021               | 19. Dez. 2021                         |
| 6   | Folge 6         | Trusselen        | 9. Mai 2021               | 19. Dez. 2021                         |
| 7   | Folge 7         | Stormen          | 16. Mai 2021              | 19. Dez. 2021                         |
| 8   | Folge 8         | Fellen           | 23. Mai 2021              | 19. Dez. 2021                         |
| 9   | Folge 9         | Forhandlingen    | 30. Mai 2021              | 19. Dez. 2021                         |
| 10  | Folge 10        | Utvekslingen     | 6. Juni 2021              | 19. Dez. 2021                         |